# Mola de Castell
La Mola de Castell era un molí dins del terme del poble de Castellestaó, pertanyent a l'antic municipi de la Pobleta de Bellveí, actualment formant part del municipi de la Torre de Cabdella, a la comarca del Pallars Jussà.
Està situat a prop i al nord-oest del poble de la Plana de Mont-ros, a la riba esquerra del Flamisell i a ponent de la carretera L-503, just davant de la cruïlla on l'extrem nord de la carretera L-503z retroba la carretera principal.